# Bradford City Association Football Club 2013-2014
Questa voce raccoglie le informazioni riguardanti il Bradford City Association Football Club nelle competizioni ufficiali della stagione 2013-2014.

## Rosa
Fonte
| N. |                        | Ruolo | Calciatore      |
| -- | ---------------------- | ----- | --------------- |
| 1  | Scozia (bandiera)      | P     | Jon McLaughlin  |
| 2  | Inghilterra (bandiera) | D     | Stephen Darby   |
| 3  | Australia (bandiera)   | D     | James Meredith  |
| 4  | Inghilterra (bandiera) | C     | Ricky Ravenhill |
| 5  | Inghilterra (bandiera) | D     | Andrew Davies   |
| 6  | Inghilterra (bandiera) | D     | Luke Oliver     |
| 7  | Inghilterra (bandiera) | C     | Kyel Reid       |
| 8  | Inghilterra (bandiera) | C     | Jason Kennedy   |
| 9  | Inghilterra (bandiera) | A     | James Hanson    |
| 10 | Scozia (bandiera)      | A     | Andy Gray       |
| 11 | Inghilterra (bandiera) | C     | Garry Thompson  |
| 12 | Inghilterra (bandiera) | P     | Connor Ripley   |

| N. |                             | Ruolo | Calciatore       |
| -- | --------------------------- | ----- | ---------------- |
| 14 | Irlanda (bandiera)          | C     | Mark Yeates      |
| 16 | Irlanda (bandiera)          | D     | Carl McHugh      |
| 17 | Inghilterra (bandiera)      | A     | Alan Connell     |
| 18 | Inghilterra (bandiera)      | C     | Gary Jones       |
| 19 | Inghilterra (bandiera)      | A     | Caleb Folan      |
| 20 | Italia (bandiera)           | A     | Raffaele De Vita |
| 21 | Bermuda (bandiera)          | A     | Nahki Wells      |
| 23 | Irlanda del Nord (bandiera) | D     | Rory McArdle     |
| 24 | Inghilterra (bandiera)      | C     | Nathan Doyle     |
| 26 | Inghilterra (bandiera)      | A     | Louis Swain      |
|    | Inghilterra (bandiera)      | D     | Mattew Bates     |
|    | Inghilterra (bandiera)      | D     | Adam Drury       |